# Prochiloneurus valparianus
Prochiloneurus valparianus är en stekelart som beskrevs av Mani och Kaul 1974. Prochiloneurus valparianus ingår i släktet Prochiloneurus och familjen sköldlussteklar. Inga underarter finns listade i Catalogue of Life.